# Rhopalaea birkelandi
Rhopalaea birkelandi is een zakpijpensoort uit de familie van de Diazonidae. De wetenschappelijke naam van de soort is voor het eerst geldig gepubliceerd in 1971 door Tokioka.